# Pigmalión (obra de teatro)
Pigmalión (Pygmalion) es una obra de teatro publicada en 1913 por George Bernard Shaw y está basada en el relato de Ovidio, Pigmalión. Shaw escribió esta obra en una época en que la fonética era un tema en auge; decía que el español y el alemán eran idiomas clarísimos que los extranjeros de dichas lenguas podían comprender, pero que el inglés era tan mal hablado por ellos que ni ellos mismos se entendían. La obra resulta didáctica, pero sin ser aburrida.
En 1938, se estrenó una obra cinematográfica homónima, ganadora del Óscar al mejor guion adaptado, lo cual significó otorgar por primera vez en la historia este premio fílmico a una persona que poseía un Premio Nobel (en 1925 recibió el de Literatura). Asimismo, en 1964 se realizó la película musical My Fair Lady (Mi bella dama), inspirada en esta obra, que también recibió varios Óscar, incluyendo el de mejor película.
En el mito de Pigmalión, de origen griego, Pigmalión se enamora de una estatua que él mismo ha creado. Gracias a fuerzas divinas, la estatua toma forma humana y consiguen así estar juntos.

## Trama

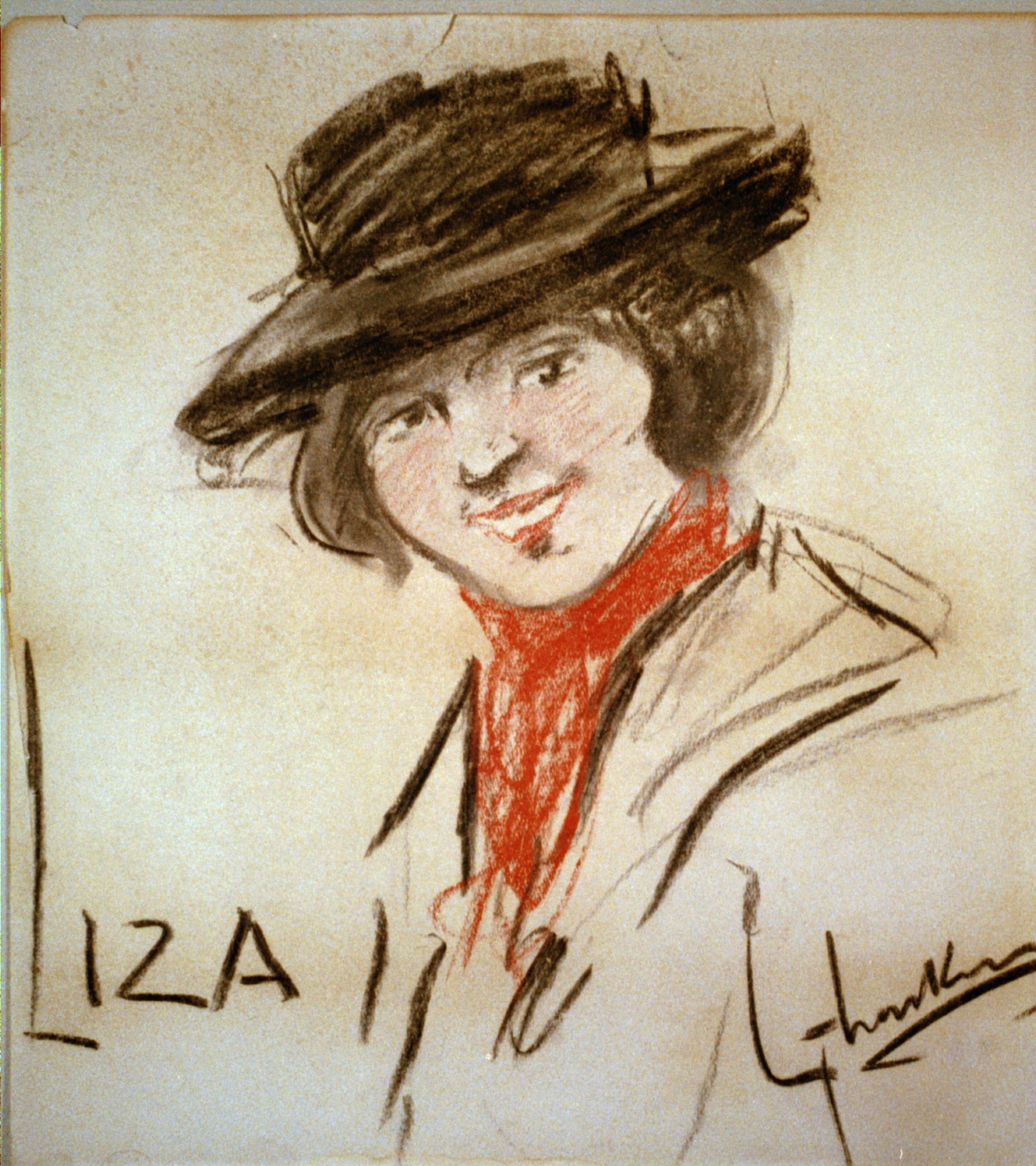
Eliza Doolittle, dibujada por George Luks (1908).

La obra comienza con un profesor de fonética, Henry Higgins, que transcribe a la salida del Covent Garden de Londres la dicción de las personas que se resguardan de la lluvia junto a él.
Se encuentra entonces con la florista Eliza Doolitle (Liza), cuya lengua es muy vulgar. Ella lo mira extrañada, preguntándose por sus anotaciones, y él le explica en qué consiste su trabajo. Otros personajes aparecerán en escena: una dama refinada, la señora Eynsford Hill, su hija e hijo (a quienes volveremos a ver más adelante). Cuando termina de llover cada uno se va por su lado.
En el segundo acto, Higgins hace una apuesta con su amigo, el coronel Pickering: Higgins afirma que si lo deseara podría convertir a la florista en una "dama" en el término de seis meses.
Casualmente, en ese momento ella aparece en su casa para tomar clases de dicción. Higgins decide instruirla.
El padre de Eliza, mr. Doolittle, aparece pidiendo algún tipo de remuneración por dejar que su hija se quede en casa de Higgins (los Doolittle son muy pobres); sin embargo, es echado de la casa (pero no será la última vez que se sepa del personaje).
Después de algunas clases infructuosas, Higgins logra convertir a Eliza en una mujer sofisticada que deja a todos con la boca abierta.
El día en que ella se "gradúa", tras ir a un tea party y luego a la ópera y hablar con todos, Higgins, Pickering y Eliza vuelven cansados a su hogar (los tres están viviendo en casa de Higgins). Pickering se va a dormir, y Eliza y el profesor se quedan peleando. Finalmente ella le dice: "Gracias a mí ganaste la apuesta, pero yo no te importo".
Eliza se va de la casa, a la casa de la madre de Higgins y él sale desesperado, a buscarla, ya que se da cuenta de que no puede vivir sin ella. Aunque ellos nunca se amen, no pueden estar separados. Eliza terminará casándose con Frederik Eynsford Hill (el hijo de la refinada dama del primer acto, a quien verá nuevamente en el tercer acto cuando en la casa de la madre del profesor Higgins, charle con sus «visitas», para refinarse).

## Representaciones
Pigmalión se estrenó en el Burgtheater de Viena el 16 de octubre de 1913, en una versión en lengua alemana. En Londres se estrenó el 11 de abril de 1914, en el Her Majesty's Theatre, con Herbert Beerbohm Tree y Patrick Campbell. Otras producciones posteriores a destacar incluyen la de 1945, con Raymond Massey y Gertrude Lawrence, la de 1984 con Peter O'Toole y Jackie Smith-Wood y la de 2011 con Rupert Everett y Kara Tointon. 
En España se estrenó el 14 de noviembre de 1920 en el Teatro Eslava de Madrid, con adaptación de Gregorio Martínez Sierra e interpretación de Catalina Bárcena. En 1943, se volvió a representar con Elvira Noriega. Una nueva versión es de 1964, con Adolfo Marsillach, Marisa de Leza, Antonio Vico, Carmen Carbonell y Fernando Guillen.
En los años sesenta se estrenó en Buenos Aires con la interpretación de Virginia Lago y la dirección de Wilfredo Ferrán.
El 21 de febrero de 1979 se emitió una versión para Televisión española en el espacio Estudio 1, con actuación de José María Rodero, Marilina Ross, Tomás Blanco, Mari Carmen Prendes, Aurora Redondo, Nélida Quiroga, Maite Tojar y María Stern.
Otra adaptación fue Gönülçelen (Traducido "Convirtiéndose en una dama" en Latinoamérica), una serie de televisión turca de 2010,  producida por Asis Yapım y emitida por ATV. Fue protagonizada por Tuba Büyüküstün y Cansel Elçin, en este caso adaptado a un respetado profesor de canto que busca un talento nuevo y se propone enseñarle a su estudiante los secretos de la música.

## Curiosidades
- La cantante británica Eliza Doolittle se inspiró en la protagonista de My Fair Lady (basada en esta obra) para su nombre artístico.

- El nombre del primer chatbot, creado en 1966 ELIZA , fue inspirado en la protagonista (Eliza) de esta obra .